# Засеев, Аслан Таймуразович
Асла́н Таймура́зович Засе́ев (род. 7 марта 1982, Беслан, Северо-Осетинская АССР) — российский футболист, выступавший на позиции защитника, после завершения карьеры — футбольный тренер. В настоящее время — главный тренер владимирского «Торпедо».

## Карьера

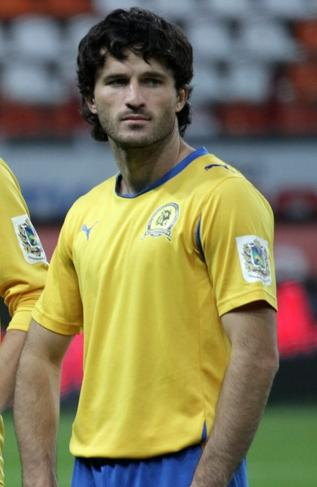
Засеев в составе «Луча-Энергии»

Воспитанник североосетинского футбола. Профессиональную карьеру начал в 2000 году в тольяттинской «Ладе», за которую выступал в первом дивизионе до 2003 года, проведя за это время 82 матча и забив 1 гол. В 2004 году играл в первом дивизионе за «Черноморец», в составе которого провёл 38 игр и забил 1 мяч. В 2005 году перешёл в «Кубань», за которую сыграл в том году 25 матчей и забил 1 гол. В следующем сезоне сыграл 29 матчей и стал вместе с командой серебряным призёром первенства первого дивизиона. В 2007 году потерял место в основе, провёл только 7 матчей чемпионата России. В сезоне 2008 года вернулся в основной состав, провёл 40 матчей в первенстве, 2 игры в Кубке России и во второй раз в карьере стал серебряным призёром первенства. 11 января 2009 года продлил контракт с «Кубанью» ещё на 1 год. Перед началом сезона 2009 года по результатам голосования игроков был избран капитаном команды, однако затем, почти до самого конца сезона, уступил это звание Андрею Топчу. Всего в том году провёл за «Кубань» 28 матчей в чемпионате и 1 игру в Кубке России. 13 января 2010 года подписал контракт с нижегородской «Волгой». За «Волгу» провёл 24 матча, после завершения сезона покинул клуб. В начале сезона 2011/12 вернулся в новороссийский «Черноморец». В июле 2011 расторг контракт и перешёл во владивостокский «Луч-Энергию». Летом 2012 года подписал контракт с нальчикским «Спартаком».

## Тренерская карьера
В 2017 году был назначен тренером детской академии по футболу ФК «Краснодар». Через четыре года был переведён на помощника тренера молодёжной команды «Краснодара». После ухода главного тренера, в январе 2022 года был назначен на пост старшего тренера, под его руководством команда «Краснодара» выиграла Молодёжную футбольную лигу в сезоне 2022/23. В 2024 году работал в «Алании-2». 16 июля 2025 года представлен в качестве главного тренера владимирского «Торпедо».

## Достижения
- Серебряный призёр Первого дивизиона (3): 2006, 2008, 2010
- Бронзовый призёр первенства ФНЛ: 2012/13

## Личная жизнь
Жена Диана. 3 марта 2009 года родился сын Арсений.